# Ермаков, Иван Иванович
Иван Иванович Ермаков (24 июля 1918 года — 18 июля 1976 года) — участник Великой Отечественной войны, командир звена 91-го гвардейского Владимиро-Волынского штурмового авиационного полка (4-я гвардейская штурмовая авиационная дивизия, 5-й штурмовой авиационный корпус, 5-я воздушная армия, 2-й Украинский фронт), Герой Советского Союза.

## Биография
Родился 24 июля 1918 года в селе Новобокино Ряжского уезда Рязанской губернии (ныне Сараевский район Рязанской области), в семье рабочего. Русский. Получил неполное среднее образование.
В 1940 году был призван в Красную Армию Сараевским райвоенкоматом и направлен в лётную школу. В 1941 году окончил Чкаловскую военную авиационную школу пилотов. В действующей армии с июля 1942 года. Воевал на Калининском, 1-м и 2-м Украинских фронтах.
В августе 1942 года участвовал в боях при прорыве обороны противника на Ржевском направлении. 8 августа был тяжело ранен в голову и правое плечо. Истекая кровью, управляя самолётом одной рукой, Ермаков выполнил боевое задание, привел самолёт на свой аэродром и отлично произвёл посадку. Оправившись от ранения, успешно летал на штурмовку войск противника, образцово выполнял боевые задания командования.
С 20 июля 1943 года воевал на 1-м Украинском фронте, участвовал в прорыве сильно укреплённой линии обороны противника на Белгородско-Харьковском направлении. При освобождении города Киева Ермаков с 3 по 7 ноября 1943 года произвёл 19 успешных боевых вылетов на штурмовку войск и техники противника. В июле 1944 года участвовал в прорыве обороны противника на Львовско-Владимир-Волынском направлении. 23 раза летал на выполнение боевых заданий по штурмовке линии обороны, опорных пунктов, войск и техники противника. 11 раз водил группы на штурмовку войск и техники, прорываясь через сильный огонь зенитных батарей; доставлял в штаб ценные разведывательные данные о расположении опорных пунктов в линии обороны противника. Член ВКП(б)/КПСС с 1944 года.
К сентябрю 1944 года командир звена гвардии старший лейтенант Ермаков совершил 120 успешных боевых вылетов. Штурмовыми ударами лично уничтожил 39 танков, 137 автомашин, 24 орудия зенитной артиллерии, 17 зенитно-пулемётных точек, 12 миномётов, 5 цистерн с горючим, 12 вагонов, 6 складов, до 500 солдат и офицеров противника. Провёл 32 воздушных боя с истребителями и бомбардировщиками противника и лично уничтожил 1 и подбил 3 самолёта.
Указом Президиума Верховного Совета СССР 23 февраля 1945 года за образцовое выполнение заданий командования и проявленные мужество и героизм в боях с немецко-фашистскими захватчиками гвардии старшему лейтенанту Ермакову Ивану Ивановичу было присвоено звание Героя Советского Союза с вручением ордена Ленина и медали «Золотая Звезда» (№ 2282).
С 1946 года капитан Ермаков — в запасе. Жил в посёлке Капотня Московской области (с 1960 года — в черте города Москвы). Скончался 6 июня 1976 года. Похоронен на Люблинском кладбище города Москвы.

## Награды
- Медаль «Золотая Звезда» (№ 2282);
- орден Ленина;
- три ордена Красного Знамени;
- орден Александра Невского;
- орден Отечественной войны 1-й степени;
- орден Отечественной войны 2-й степени;
- орден Красной Звезды;
- медали.